# ایتای چاما
ایتای چاما (به انگلیسی: Itai Chammah) (زادهٔ ۱۱ نوامبر ۱۹۸۵) شناگر اهل اسرائیل است.